# Ludovico Vittorio d'Asburgo-Lorena
Ludovico Vittorio d'Asburgo-Lorena (nome completo in tedesco: Ludwig Viktor Josef Anton; Vienna, 15 maggio 1842 – Salisburgo, 18 gennaio 1919) è stato arciduca d'Austria.

## Biografia

### Infanzia e carriera
L'Arciduca Ludovico Vittorio d'Asburgo-Lorena nacque nel 1842 ed era figlio dell'Arciduca Francesco Carlo e della moglie, l'Arciduchessa Sofia; fra i cugini di Ludovico, che era nipote di Massimiliano I di Baviera e di Francesco II d'Asburgo-Lorena, vi erano l'Imperatore del Brasile, la Regina del Portogallo, il Duca di Reichstadt, il Re di Grecia, le Regine di Prussia e di Sassonia. L'Arciduca era fratello di Francesco Giuseppe d'Austria, Massimiliano I del Messico e             dell'Arciduca Carlo Ludovico. In famiglia era conosciuto con il soprannome di "Luziwuzi".
Durante le rivoluzioni del 1848, avvenute in tutto l'Impero ed in particolare anche a Vienna, Ludovico Vittorio e la sua famiglia dovettero lasciare la capitale imperiale, fuggendo ad Innsbruck e poi ad Olomouc; l'Arciduca perseguì la consueta carriera militare degli Asburgo, venendo nominato Generale di Fanteria, non avendo però intenzione di interferire nella politica. Si concentrò nella costituzione della propria collezione d'arte, facendo anche progettare e costruire da Heinrich von Ferstel un nuovo palazzo personale sulla Schwarzenbergplatz di Vienna, dove Ludovico Vittorio era solito ospitare serate a sfondo omosessuale.

### Omosessualità
L'Arciduchessa Sofia, madre di Ludovico Vittorio, tentò di organizzare per l'ultimogenito un matrimonio con la Duchessa Sofia Carlotta in Baviera, sorella minore dell'Imperatrice Elisabetta, ma lui rifiutò. Si oppose anche quando si pianificarono le sue nozze con la principessa ereditaria Isabella del Brasile, figlia del primo cugino Pietro II; nel 1863 l'arciduca Massimiliano cercò di convincere il fratello a sposare la nobile brasiliana, poiché riteneva che l'unione avrebbe potuto fondare un'altra dinastia asburgica in America Latina, e scrisse anche al fratello Francesco Giuseppe, dicendo che comunque Ludovico Vittorio era "tutto fuorché contento dell'idea" e gli chiese di ordinare al fratello minore di sposarla, ma il sovrano rifiutò .
Ludovico Vittorio era apertamente omosessuale: nel 1864, dopo essere stato schiaffeggiato da un ufficiale a cui aveva rivolto delle avances in un bagno di Vienna , l'Arciduca venne costretto dal fratello Francesco Giuseppe a lasciare la corte e a trasferirsi nel Castello di Klessheim, nei pressi di Salisburgo .      Non fu tuttavia possibile celare completamente lo scandalo e Luigi Vittorio fu ribattezzato dall'opinione pubblica con i soprannomi di "Luziwuzi" e di "Arciduca del bagno".

### Ultimi anni e morte
Durante il soggiorno salisburghese, Ludovico Vittorio si distinse come protettore delle arti, diventando poi Presidente del Salzburger Kunstverein, edificio adibito a mostre d'arte. Nel 1896 l'Imperatore lo nominò sovrintendente della Croce Rossa austriaca e poi nel 1901 la municipalità di Salisburgo gli dedicò un ponte sulla strada Salzach; negli ultimi anni di vita mostrò segni di squilibrio mentale.
Morì a Klessheim all'età di 76 anni, venendo sepolto nel cimitero di Wals-Siezenheim.

## Titoli e trattamento
- 15 maggio 1842 - 18 gennaio 1919: Sua Altezza Imperiale e Reale, l'arciduca Ludovico Vittorio d'Austria, principe reale d'Ungheria e Boemia

## Onorificenze

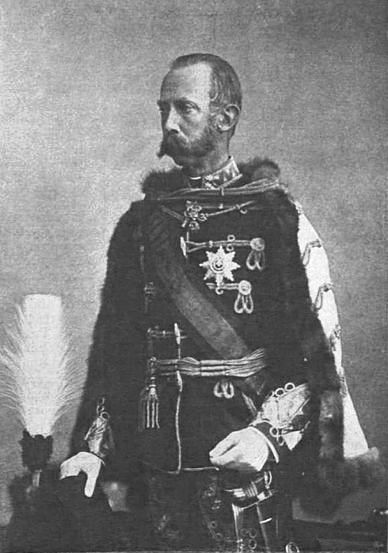
L'Arciduca Ludovico nel 1900.

## Ascendenza
|                                    |                                            |                                          | Genitori                                        |  |  | Nonni |  |  | Bisnonni                   |  |  | Trisnonni             |  |
|                                    |                                            |                                          |                                                 |  |  |       |  |  | Pietro Leopoldo di Toscana |  |  | Francesco I di Lorena |  |
|                                    |                                            |                                          |                                                 |  |  |       |  |  | Pietro Leopoldo di Toscana |  |  | Francesco I di Lorena |  |
|                                    |                                            | Maria Teresa d'Asburgo                   |                                                 |  |  |       |  |  | Pietro Leopoldo di Toscana |  |  |                       |  |
| Francesco II                       |                                            |                                          |                                                 |  |  |       |  |  | Pietro Leopoldo di Toscana |  |  |                       |  |
|                                    |                                            | Maria Ludovica di Borbone-Spagna         | Carlo III di Spagna                             |  |  |       |  |  |                            |  |  |                       |  |
|                                    |                                            | Maria Ludovica di Borbone-Spagna         | Carlo III di Spagna                             |  |  |       |  |  |                            |  |  |                       |  |
|                                    |                                            | Maria Ludovica di Borbone-Spagna         | Maria Amalia di Sassonia                        |  |  |       |  |  |                            |  |  |                       |  |
| Francesco Carlo d'Asburgo-Lorena   |                                            | Maria Ludovica di Borbone-Spagna         |                                                 |  |  |       |  |  |                            |  |  |                       |  |
|                                    |                                            | Ferdinando I delle Due Sicilie           | Carlo III di Spagna                             |  |  |       |  |  |                            |  |  |                       |  |
|                                    |                                            | Ferdinando I delle Due Sicilie           | Carlo III di Spagna                             |  |  |       |  |  |                            |  |  |                       |  |
|                                    |                                            | Ferdinando I delle Due Sicilie           | Maria Amalia di Sassonia                        |  |  |       |  |  |                            |  |  |                       |  |
| Maria Teresa di Borbone-Napoli     |                                            | Ferdinando I delle Due Sicilie           |                                                 |  |  |       |  |  |                            |  |  |                       |  |
|                                    |                                            | Maria Carolina d'Asburgo-Lorena          | Francesco Stefano di Lorena                     |  |  |       |  |  |                            |  |  |                       |  |
|                                    |                                            | Maria Carolina d'Asburgo-Lorena          | Francesco Stefano di Lorena                     |  |  |       |  |  |                            |  |  |                       |  |
|                                    |                                            | Maria Carolina d'Asburgo-Lorena          | Maria Teresa d'Austria                          |  |  |       |  |  |                            |  |  |                       |  |
| Ludovico Vittorio d'Asburgo-Lorena |                                            | Maria Carolina d'Asburgo-Lorena          |                                                 |  |  |       |  |  |                            |  |  |                       |  |
|                                    | Federico Michele di Zweibrücken-Birkenfeld | Cristiano III del Palatinato-Zweibrücken |                                                 |  |  |       |  |  |                            |  |  |                       |  |
|                                    | Federico Michele di Zweibrücken-Birkenfeld | Cristiano III del Palatinato-Zweibrücken |                                                 |  |  |       |  |  |                            |  |  |                       |  |
|                                    | Federico Michele di Zweibrücken-Birkenfeld | Carolina di Nassau-Saarbrücken           |                                                 |  |  |       |  |  |                            |  |  |                       |  |
| Massimiliano I di Baviera          | Federico Michele di Zweibrücken-Birkenfeld |                                          |                                                 |  |  |       |  |  |                            |  |  |                       |  |
|                                    |                                            | Maria Francesca di Sulzbach              | Giuseppe Carlo del Palatinato-Sulzbach          |  |  |       |  |  |                            |  |  |                       |  |
|                                    |                                            | Maria Francesca di Sulzbach              | Giuseppe Carlo del Palatinato-Sulzbach          |  |  |       |  |  |                            |  |  |                       |  |
|                                    |                                            | Maria Francesca di Sulzbach              | Elisabetta Augusta Sofia del Palatinato-Neuburg |  |  |       |  |  |                            |  |  |                       |  |
| Sofia di Baviera                   |                                            | Maria Francesca di Sulzbach              |                                                 |  |  |       |  |  |                            |  |  |                       |  |
|                                    |                                            | Carlo Luigi di Baden                     | Carlo Federico di Baden                         |  |  |       |  |  |                            |  |  |                       |  |
|                                    |                                            | Carlo Luigi di Baden                     | Carlo Federico di Baden                         |  |  |       |  |  |                            |  |  |                       |  |
|                                    |                                            | Carlo Luigi di Baden                     | Carolina Luisa d'Assia-Darmstadt                |  |  |       |  |  |                            |  |  |                       |  |
| Carolina di Baden                  |                                            | Carlo Luigi di Baden                     |                                                 |  |  |       |  |  |                            |  |  |                       |  |
|                                    |                                            | Amalia d'Assia-Darmstadt                 | Luigi IX d'Assia-Darmstadt                      |  |  |       |  |  |                            |  |  |                       |  |
|                                    |                                            | Amalia d'Assia-Darmstadt                 | Luigi IX d'Assia-Darmstadt                      |  |  |       |  |  |                            |  |  |                       |  |
|                                    |                                            | Amalia d'Assia-Darmstadt                 | Carolina del Palatinato-Zweibrücken-Birkenfeld  |  |  |       |  |  |                            |  |  |                       |  |
|                                    |                                            | Amalia d'Assia-Darmstadt                 |                                                 |  |  |       |  |  |                            |  |  |                       |  |